# Cossack (Schiff, 1938)
Die HMS Cossack (Schiffskennung: L03, F03, G03) war ein Zerstörer der (zweiten) Tribal-Klasse der britischen Royal Navy. Das Schiff wurde bekannt durch seine Rolle im sogenannten Altmark-Zwischenfall im Frühjahr 1940.

Am 27. Oktober 1941 sank die Cossack nach einem Torpedotreffer von U 563 bei der Sicherung des Konvois HG 75 und einem vergeblichen Versuch, das schwer beschädigte Schiff einzuschleppen.

## Die Geschichte des Schiffes
Die Kiellegung des Schiffes war am 9. Juni 1936 auf dem High Walker Yard von Vickers-Armstrongs in Newcastle upon Tyne, am 8. Juni 1937 folgte der Stapellauf, jeweils zusammen mit dem Schwesterschiff Afridi.
Sie war schon das sechste Schiff mit dem Namen Cossack seit 1806. Zuletzt hatte der zur ersten Tribal-Klasse von 1905 gehörende Zerstörer Cossack von 1908 bis 1919 den Namen geführt.

Am 7. Juni 1938 die Ablieferung und am 14. Juni 1938 die endgültige Indienststellung des Schiffes als zweites der neuen Klasse. Der Zerstörer nahm seinen Dienst bei der Tribal-Flottille der Royal Navy bei der Mittelmeer-Flotte auf.  Sie nahm an der Kontrolle der internationalen Gewässer vor Spanien teil. Am 2. August 1939 besuchte die Cossack mit dem Schlachtschiff Warspite Istanbul.

### Kriegseinsätze

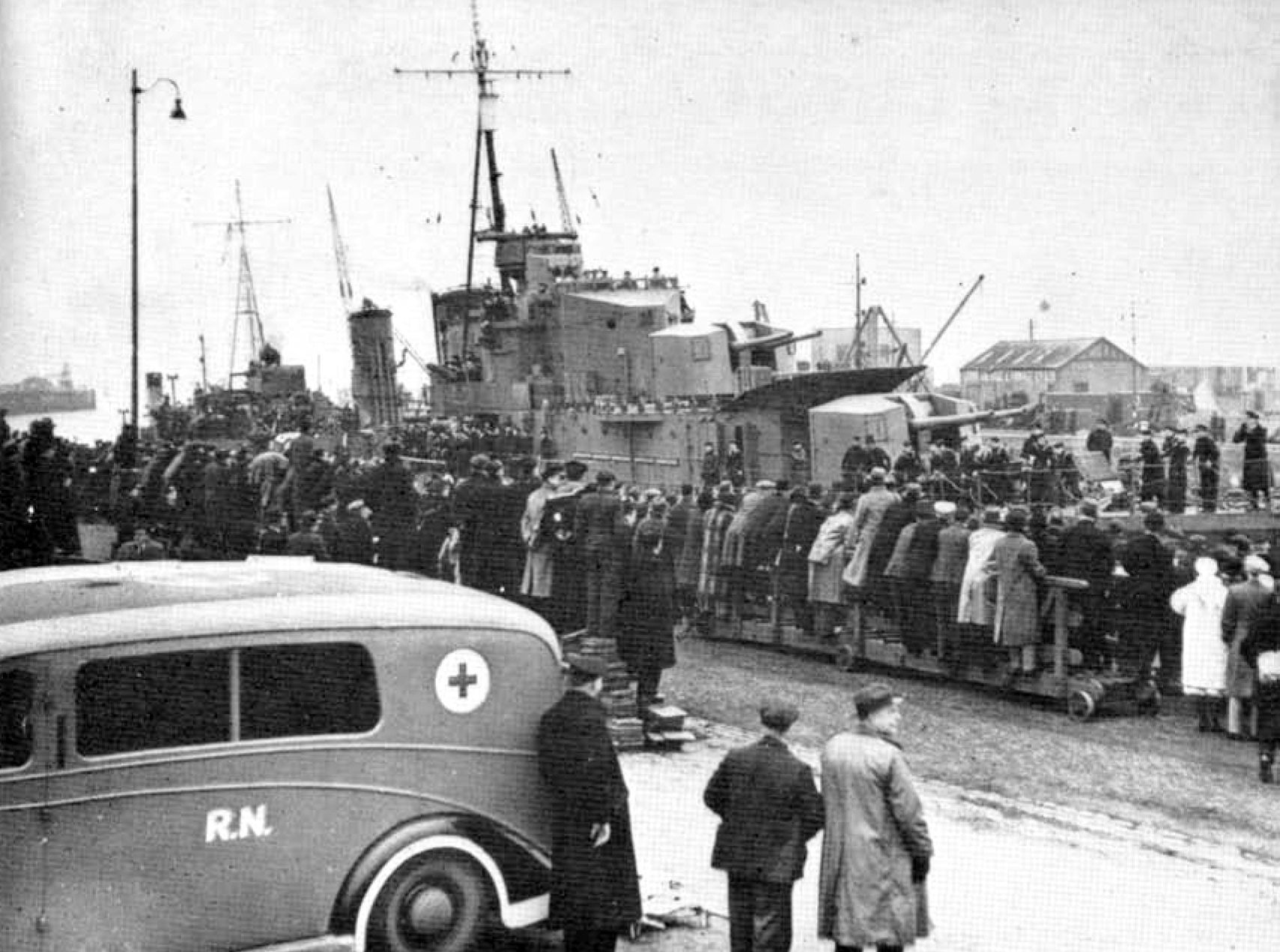
Rückkehr der Cossack nach Leith mit den befreiten Gefangenen

Am 3. September 1939 begann die  Cossack  mit der Sicherung von alliierten Schiffen zwischen Marseille und anderen Häfen im Mittelmeer. Am 2. Oktober wurde der Zerstörer vom Einsatz im westlichen Mittelmeer zur Home Fleet befohlen.

Am 16. Februar 1940 enterte ein Prisenkommando des von Philip Vian kommandierten Schiffes das deutsche Versorgungsschiff Altmark im norwegischen Jøssingfjord. Es befreite 303 gefangene Handelsschiffleute, deren Schiffe von der Admiral Graf Spee im Südatlantik aufgebracht worden waren. Dabei wurden sieben Mann der Altmark-Besatzung erschossen. 
Wenige Wochen später, am 13. April 1940, gehörte die Cossack  mit den Schwesterschiffen Bedouin, Punjabi und Eskimo zu dem britischen Verband, der unter der Führung des Schlachtschiffs Warspite in den Ofotfjord bis nach Narvik eindrang und dort im zweiten Seegefecht von Narvik die verbliebenen acht deutschen Zerstörer versenkte bzw. zur Selbstversenkung zwang. Die Cossack versenkte mit der Foxhound die Erich Giese, fiel dann aber durch Artillerietreffer der Diether von Roeder und das Auflaufen auf ein Wrack im Hafen aus. Durch die sieben Treffer starben 11 Mann an Bord und 23 wurden zum Teil schwer verletzt. Sie kam erst bei Hochwasser wieder frei und verließ mit der Kimberley am 14. Narvik. Wie die Schwesterschiffe Punjabi und Eskimo konnte sie erst nach einer Behelfsreparatur in einer britischen Basis im Skelfjord nach Großbritannien zur Instandsetzung überführt werden.
Nach ihrer Rückführung nach Großbritannien wurde die Cossack ab dem 30. April bei Thornycroft in Southampton repariert. Neben der Beseitigung der Schäden wurde das 120-mm-Doppelgeschütz auf der X-Position durch ein für die Flugzeugabwehr besser geeignetes 102-mm-Zwillingsgeschütz ersetzt und ein erstes Radargerät installiert.
Danach wurde der Zerstörer im Nordatlantik vornehmlich zum Aufspüren vermuteter deutscher Seehandelsstörer eingesetzt. Im Mai 1941, als Teil des Begleitschutzes des Konvois WS-8B, gehörte das Schiff zu den Kräften, die das deutsche Schlachtschiff Bismarck auffinden und versenken sollten. Fünf Zerstörer (Cossack, Maori, Sikh, Zulu und die polnische Piorun) wurden am 26. Mai von dem Konvoi abgezogen, um während der Nacht Torpedoangriffe auf die Bismarck zu fahren. Diese Angriffe waren erfolglos, zwangen aber die Besatzung des deutschen Schlachtschiffes, die Nacht hindurch in voller Gefechtsbereitschaft zu bleiben. Nach dem Untergang der Bismarck am folgenden Tag übernahm die Besatzung des Zerstörers der Legende nach die Bordkatze der Bismarck.

### Das Ende der Cossack

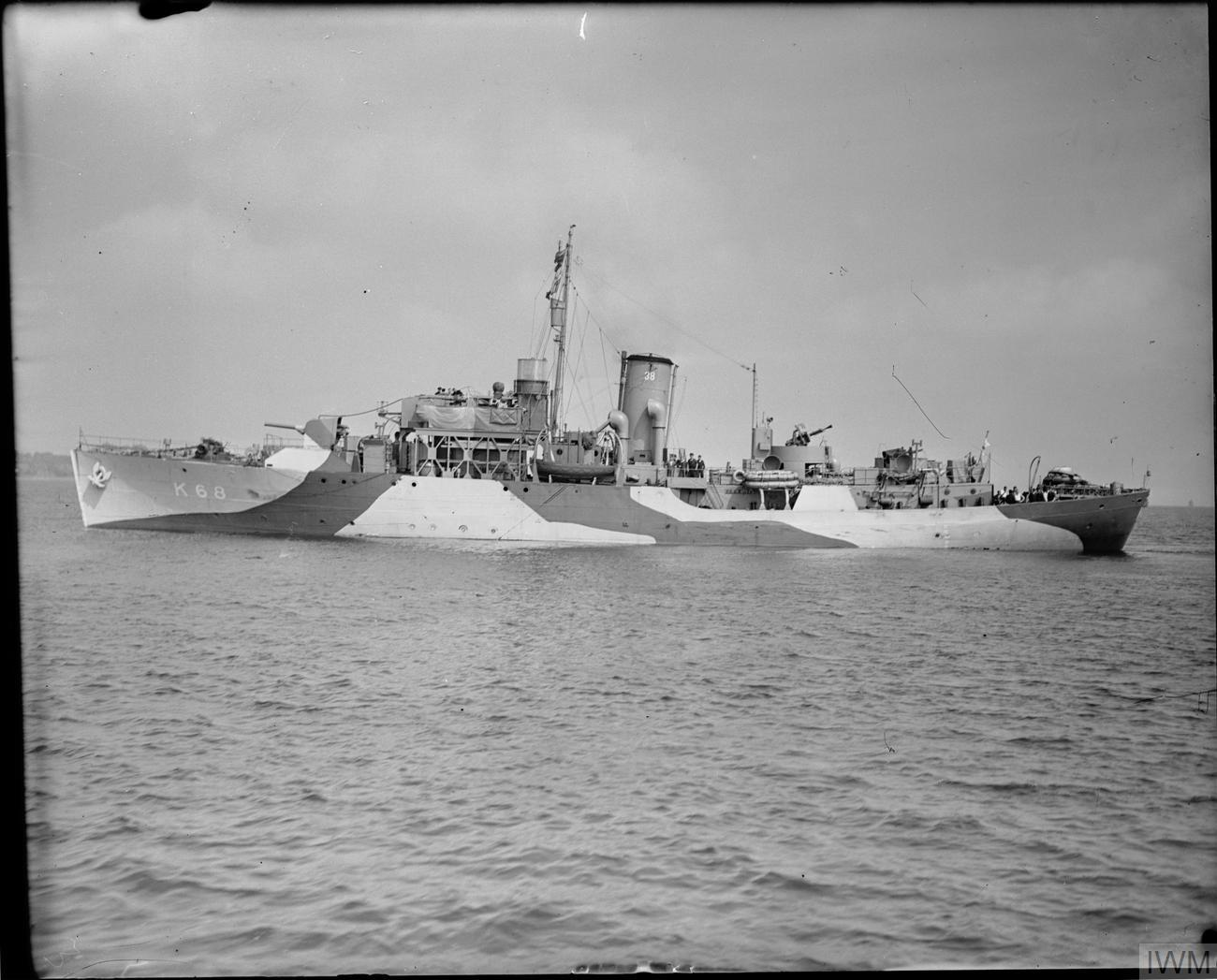
Die Korvette Jonquil

Am 24. Oktober 1941 wurde das Schiff beim Begleiten des Konvois HG 75 von Gibraltar nach England durch einen Torpedotreffer von U 563 schwer beschädigt. 159 Mann der Besatzung starben bei diesem Treffer und der Evakuierung des Schiffes. Die Korvette Jonquil übernahm die Schiffbrüchigen und blieb bei dem treibenden Wrack. Der Schlepper HMT Thames versuchte am 25. Oktober, das Schiff über das Heck zurück nach Gibraltar zu schleppen, aber die Schlepptrosse musste bei zunehmend schlechterem Wetter am nächsten Tag gekappt werden. Der Zerstörer sank am 27. Oktober 1941 westlich von Gibraltar auf der Position 35° 12′ 0″ N, 8° 17′ 0″ W

## Erneute Namensverwendung

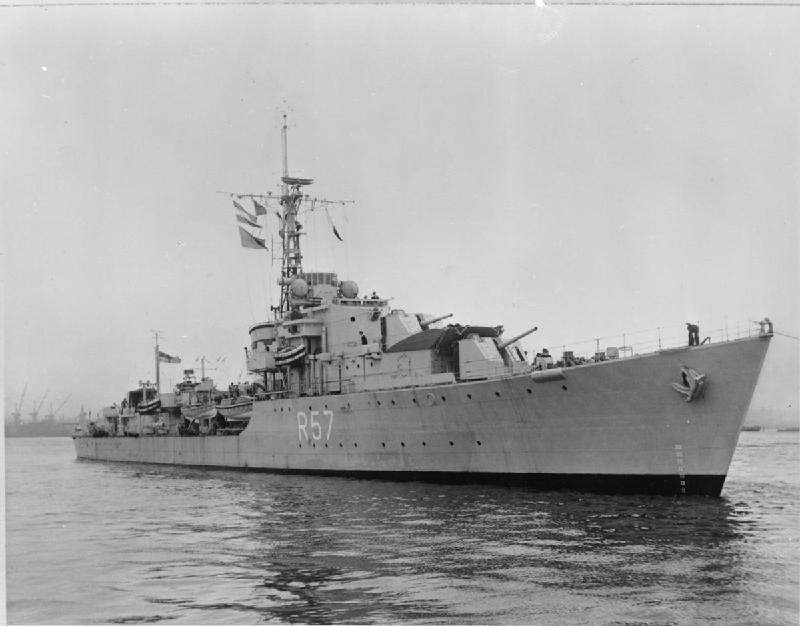
Der Zerstörer Cossack von 1945

Am 10. Mai 1944 erhielt ein auf dem High Walker Yard von Vickers-Armstrong von Stapel laufender Zerstörer des Kriegsbauprogramms erneut den Namen Cossack. Am 4. September 1945 kam die siebente Cossack in den Dienst der Royal Navy. Der 1885 ts große Zerstörer wurde während des Korea-Kriegs in Ostasien eingesetzt. Im Frühjahr 1961 wurde das Schiff zum Abbruch verkauft.